# Чоловічий стриптиз (фільм)
«Чоловічий стриптиз» (англ. The Full Monty) — британська драматична кінокомедія режисера Пітера Каттанео, що вийшла 1997 року. У головних ролях Роберт Карлайл, Марк Едді, Том Вілкінсон.
Уперше фільм продемонстрували 13 серпня 1997 року у США. В Україні у широкому кінопрокаті фільм не показувався.

## Сюжет
Колись, у 1960-их роках, Шеффілд був одним із головних промислових центрів Англії. Проте минуло 25 років і сталеливарна промисловість занепала. Заводи стоять без роботи, а колишні робітники тиняються заводами у пошуках металобрухту. У місцевому центрі зайнятості розвіяли усі надії на будь-яке працевлаштування. Скрутне життя змушує хапатися за будь-яку можливість заробити на прожиття.

## Творці фільму

### У ролях
| Актор          | Роль                                           |
| -------------- | ---------------------------------------------- |
| Роберт Карлайл | Ґері "Ґаз" Шофілд, колишній сталевар           |
| Марк Едді      | Дейв Горсфолл, колишній сталевар               |
| Том Вілкінсон  | Джеральд Купер Артур, колишній менеджер заводу |
| Стів Гюсон     | Ломпер, охоронець на металургійному заводі     |
| Пол Барбер     | Баррінґтон Мітчелл, старший чоловік, танцівник |
| Вільям Снейп   | Натан Шофілд, син Ґаза                         |

### Знімальна група
- Кінорежисер — Пітер Каттанео
- Сценарист — Саймон Бофой
- Кінопродюсери — Уберто Пазоліні
- Композитор — Енн Дадлі
- Кінооператор — Джон де Борман
- Кіномонтаж — Девід Фріман і Нік Мур
- Підбір акторів — С'юзі Фіджіс
- Художник-постановник — Макс Ґотліб
- Артдиректори — Кріс Рооп
- Художник по костюмах — Джилл Тейлор[7].

## Сприйняття

### Оцінки
Фільм отримав позитивні відгуки: Rotten Tomatoes дав оцінку 95 % на основі 44 відгуків від критиків (середня оцінка 7,6/10) і 79 % від глядачів зі середньою оцінкою 3,3/5 (179 660 голосів). Загалом на сайті фільми має позитивний рейтинг, фільму зарахований «стиглий помідор» від кінокритиків і «попкорн» від глядачів, Internet Movie Database — 7,2/10 (79 535 голосів), Metacritic — 75/100 (31 відгук критиків) і 7,4/10 від глядачів (36 голосів). Загалом на цьому ресурсі від критиків і від глядачів фільм отримав позитивні відгуки.

### Касові збори
Під час допрем'єрного показу у США, що розпочався 15 серпня 1997 року, протягом першого тижня фільм показали у 6 кінотеатрах і він зібрав 176 585 $. Під час прем'єрного показу у США, що розпочався 19 вересня 1997 року, протягом першого тижня фільм показали у 650 кінотеатрах і він зібрав 3 022 096 $, що на той час дозволило йому зайняти 5 місце серед усіх прем'єр. Показ фільму тривав до 14 травня 1998 року, фільм зібрав за цей час у прокаті у США 45 950 122 доларів США (за іншими даними 45 857 453 $), а у решті світу 211 988 527 $, тобто загалом 257 938 649 доларів США (за іншими даними 257 845 980 $) при бюджеті 3,5 млн доларів США.

### Нагороди і номінації
Стрічка отримала 66 номінацій, з яких перемогла у 36
| Нагороди і номінації фільму «Чоловічий стриптиз» | Нагороди і номінації фільму «Чоловічий стриптиз»   | Нагороди і номінації фільму «Чоловічий стриптиз» | Нагороди і номінації фільму «Чоловічий стриптиз» | Нагороди і номінації фільму «Чоловічий стриптиз» |
| Рік                                              | Нагорода                                           | Категорія                                        | Номінант                                         | Результат                                        |
| ------------------------------------------------ | -------------------------------------------------- | ------------------------------------------------ | ------------------------------------------------ | ------------------------------------------------ |
| 1998                                             | 70-а церемонія вручення нагороди «Оскар»           | Найкращий режисер                                | Пітер Каттанео                                   | Номінація                                        |
| 1998                                             | 70-а церемонія вручення нагороди «Оскар»           | Найкращий фільм                                  | стрічка                                          | Номінація                                        |
| 1998                                             | 70-а церемонія вручення нагороди «Оскар»           | Найкращий оригінальний сценарій                  | Саймон Бофой                                     | Номінація                                        |
| 1998                                             | 70-а церемонія вручення нагороди «Оскар»           | Найкраща музику до фільму                        | Енн Дадлі                                        | Перемога                                         |
| 1998                                             | 55-та церемонія вручення нагороди «Золотий глобус» | Найкращий фільм — комедія або мюзикл             | стрічка                                          | Номінація                                        |
| 1998                                             | 51-ша церемонія вручення нагороди БАФТА у кіно     | Найкраща чоловічу роль у кіно                    | Роберт Карлайл                                   | Перемога                                         |
| 1998                                             | 51-ша церемонія вручення нагороди БАФТА у кіно     | Найкращий режисер                                | Пітер Каттанео                                   | Номінація                                        |
| 1998                                             | 51-ша церемонія вручення нагороди БАФТА у кіно     | Найкращий монтаж                                 | Нік Мур і Девід Фріман                           | Номінація                                        |
| 1998                                             | 51-ша церемонія вручення нагороди БАФТА у кіно     | Найкращий фільм                                  | стрічка                                          | Перемога                                         |
| 1998                                             | 51-ша церемонія вручення нагороди БАФТА у кіно     | Найкращий британський фільм                      | Уберто Пазоліні                                  | Номінація                                        |
| 1998                                             | 51-ша церемонія вручення нагороди БАФТА у кіно     | Найкраща музику до фільму                        | Енн Дадлі                                        | Номінація                                        |
| 1998                                             | 51-ша церемонія вручення нагороди БАФТА у кіно     | Найкращий оригінальний сценарій                  | Саймон Бофой                                     | Номінація                                        |
| 1998                                             | 51-ша церемонія вручення нагороди БАФТА у кіно     | Найкращий звук                                   | Алістер Крокер, Адріан Родос і Ян Вілсон         | Номінація                                        |
| 1998                                             | 51-ша церемонія вручення нагороди БАФТА у кіно     | Найкраща чоловічу роль другого плану у кіно      | Том Вілкінсон                                    | Перемога                                         |
| 1998                                             | 51-ша церемонія вручення нагороди БАФТА у кіно     | Найкраща чоловічу роль другого плану у кіно      | Марк Едді                                        | Номінація                                        |
| 1998                                             | 51-ша церемонія вручення нагороди БАФТА у кіно     | Найкраща жіноча роль другого плану у кіно        | Леслі Шарп                                       | Номінація                                        |

### Виноски
1. ↑  https://web.archive.org/web/20200301174017/https://www.europeanfilmawards.eu/en_EN/film/the-full-monty.5448
2. 1 2  The Full Monty: Release Info (англ.). Internet Movie Database. Процитовано 10 січня 2016.
3. 1 2 3 4 5 6  The Full Monty (англ.). Box Office Mojo. Процитовано 10 січня 2016.
4. 1 2 3 4 5 6  The Full Monty (1997) (англ.). The Numbers. Процитовано 10 січня 2016.
5. ↑  The Full Monty (1997) (англ.). AllMovie. Процитовано 10 січня 2016.
6. ↑  https://www.imdb.com/title/tt19637538/movieconnections/
7. ↑  The Full Monty: Full Cast & Crew (англ.). Internet Movie Database. Процитовано 10 січня 2016.
8. ↑  The Full Monty (англ.). Rotten Tomatoes. Процитовано 10 січня 2016.
9. ↑  The Full Monty (англ.). Internet Movie Database. Процитовано 10 січня 2016.
10. ↑  The Full Monty (англ.). Metacritic. Процитовано 10 січня 2016.
11. ↑  The Full Monty: Awards (англ.). Internet Movie Database. Процитовано 13 січня 2016.